# セシリア・タイト
セシリア・タイト（Cecilia Roxana Tait Villacorta、1962年3月5日 - ）は、ペルーの元女子バレーボール選手で、現在は政治家（国会議員）。ニックネームは「La Zurda del Oro」（「黄金の左腕の女性」の意）。元ペルー代表、ソウルオリンピック銀メダリスト。2005年にバレーボール殿堂入り。

## 出生
アフリカ系ペルー人で1962年3月5日生まれ。セシリアの父はリマの下町にあるホテル専属の著名なピアニストだったが、セシリアの出生前に家族を捨てたため、父親を知らずに6人兄妹と共にリマ近郊のビジャ・マリア・デル・トリウンフォ地区で育った。

## バレーボール選手
セシリアは、家の前の路上でバレーボールを始める。ボールを抱えて寝るほどバレーに熱中したという。12歳の時に著名なバレーボールクラブ会長の目にとまり、選手キャリアを踏み出した。セシリアはダイヤモンドの原石の如くに、15歳でペルージュニア代表入りを果たした。朴萬福監督の下で、1979年南米選手権で優勝、パンアメリカン競技大会準優勝など様々な国際大会に出場し、1982年に地元ペルーで開催された世界選手権でも銀メダル獲得に貢献した。セシリアに続いた若手として、ガブリエラ・ペレスらがいる。
1983/84シーズンは、ペルー代表主将のセシリア・デル＝リスコとともに来日。日本リーグのイトーヨーカドーでプレーし、新設された「猛打賞」のタイトルに輝いた。
1984年ロサンゼルスオリンピックの後、イタリアに渡りプレーした。1987年に膝を痛めたがリハビリを行い、1988年のソウルオリンピックに主将として出場。日本・中国・米国を破り決勝へ駒を進めた。ソビエト連邦（当時）には苦杯を喫したものの、堂々の準優勝の原動力となり世界ベストプレイヤーに選出された。オリンピック後はブラジルでプレーしたが膝の手術が重なり、1991年に現役を引退した。
2005年、バレーボール殿堂入りを果たした。セシリアは、間違いなくペルー史上最高の女性アスリートとして記憶に残る選手である。

## 政治家
1998年に政界に身を投じる。フジモリ大統領の与党から出馬し、ビジャ・マリア・デル・トリウンフォ地区の議員となった。2000年には国会議員に当選、初のアフリカ系ペルー人議員の誕生であった。フジモリ大統領辞任を受けた逆風の中、セシリアは2001年に再選を果たす（任期5年）。この間、トップレベルのアスリートや貧しい学生らのためのスポーツ振興政策を盛り込んだ法案成立に尽力した 
。2006年の国会議員選挙には再立候補せず。
2010年10月、セシリアは悪性リンパ腫の一種であるホジキンリンパ腫の治療を終えたことを公表した。このニュースは国内の新聞1面で報道され、TV番組（ペルー版「60 Minutes」）はセシリアの静養先であったボストンにスタッフを急遽派遣し特別番組で報じた。
2011年2月、アレハンドロ・トレド元大統領が大統領選挙に再出馬するのに際し、同党の議員名簿1位掲載を打診した。選挙期間中にセシリアはペルーの医療改善、なかんずく健康診断や乳がん検診の必要性を訴えて同年4月10日に高得票で当選を果たした。

## 球歴
- ペルー代表 - 1978-1990年
- 主な国際大会出場歴
  - オリンピック - 1980年（6位）、1984年（4位）、1988年（銀メダル）
  - 世界選手権 - 1982年（銀メダル）、1986年（銅メダル）
- 受賞歴
  - 1984年 - 第17回日本リーグ 猛打賞
  - 1988年 - World's best player